# Crédit Agricole
Crédit Agricole is een Franse deels coöperatieve bank die van origine uit de agrarische sector stamt. De bank is eigendom van 41 Franse Caisses Régionales de Crédit Agricole Mutuel. De bank is de grootste Franse financiële onderneming en de tweede grootste financiële onderneming in Europa.
De bank heeft gelijkenissen met de Nederlandse Rabobank.

## Activiteiten
Crédit Agricole is een grote coöperatieve bank. In 2024 telde de bank in totaal 8200 vestigingen, waarvan 6660 in Frankrijk. Het aantal medewerkers was 157.000, waarvan 28% buiten Frankrijk actief was. De bank is actief in 46 landen. Na Frankrijk is Italië de belangrijkste geografische markt waar het actief is.
Eind 2023 had Crédit Agricole een balanstotaal van US$ 2737 miljard. Het stond daarmee op de tiende plaats op de wereldranglijst van banken gemeten naar balanstotaal. In Europa waren alleen HSBC en BNP Paribas groter.
De bank is beursgenoteerd op Euronext Paris. De aandelen zijn voor 62,4% in handen van regionale banken en de free float is 37,6% per 31 december 2024. De aandelen maken deel uit van de CAC 40 aandelenindex.

## Geschiedenis
In 1884 werd een wet aangenomen die de vorming van landbouwvakbonden en de oprichting van lokale coöperatieve banken toestond. De eerste Caisse Régional is opgericht in 1885. De activiteiten waren in de begintijd vooral gericht op het verstrekken van korte termijn leningen aan boeren, om de tijd tot de verkoop van de oogst te overbruggen. Het geld hiervoor werd niet alleen bijeengebracht door spaarders, maar ook de Franse overheid leverde een belangrijk bijdrage.
In 1920 werd Office National de Crédit Agricole, het landelijke overkoepelende bureau, opgericht. In 1926 werd dit hernoemd tot Caisse nationale du Crédit agricole. Dit landelijke bureau verzorgde onder meer betalingen tussen de diverse regionale banken.
Tot aan de jaren zestig van de twintigste eeuw bleven de activiteiten beperkt tot de agrarische sector. In 1959 kreeg Crédit Agricole toestemming om hypotheken te verstrekken in landelijke gebieden, ook aan anderen dan boeren. De financiële geldstroom van de staat werd minder nodig en vanaf de begin jaren 1960 kon de bank zelfs geld lenen aan de Franse staat. De diversificatie van de activiteiten ging verder en de bank begon meer en meer op andere Franse banken te lijken. Crédit Agricole opende in 1979 haar eerste buitenlandse vestiging in Chicago.
In 1986 werd gestart met levensverzekeringen, onder de naam Predica, vier jaar later gevolgd door Pacifica voor schadeverzekeringen. In 2009 werden deze twee verzekeraars ondergebracht bij Crédit Agricole Assurances.
Op 18 januari 1988 trad een nieuwe wet, Loi de Mutualisation, in werking. De coöperatieve bank werd een naamloze vennootschap, de aandelen waren voor 90% in handen van de regionale banken en de resterende 10% kwam bij het personeel. De bank werd daarmee volledig onafhankelijk van de staat.
De internationalisering van de groep zette zich in voort, in 1989 werd een belang gekocht in Banco Ambrosiano Veneto in Italië en twee jaar later in de Portugese Banco Espírito Santo.
In 1996 werd Banque Indosuez in twee transacties gekocht. In juli kocht het 51% van de aandelen en in december de rest. Vervolgens werd Indocam opgericht, een dochteronderneming voor vermogensbeheer, en Crédit Agricole Indosuez voor zakelijke klanten. 
Op 14 december 2001 werd de bank beursgenoteerd onder de naam Crédit Agricole SA. De aandelen werden tegen een prijs van € 16,60 geplaatst.
Een grote verandering was de overname van de in opspraak geraakte Crédit Lyonnais bank. In maart 2003 gaf de toezichthouder toestemming. Credit Agricole had op dat moment 7500 vestigingen in Frankrijk en Crédit Lyonnais had er 1800, een voorwaarde was dat 85 vestigingen afgestoten zouden worden. In 2006 werd de Griekse bank Emporiki overgenomen, maar als een gevolg van de kredietcrisis werd deze in 2012 voor één euro doorverkocht aan de Griekse Alpha Bank.
Vermogensbeheerder Amundi werd opgericht op 1 januari 2010. Het is het gevolg van de fusie van de  vermogensbeheeractiviteiten van Crédit Agricole en Société Générale. Vanaf november 2015 is Amundi beursgenoteerd al heeft Crédit Agricole een meerderheidsbelang behouden.
Op 31 juli 2013 kocht Citic Securities Company (CITIC) de resterende 80% van de aandelen in de Aziatische effectenhandelaar CLSA. CLSA was onderdeel van de acquisitie van Credit Lyonnais in 2003. CITIC betaalde US$ 0,8 miljard voor het aandelenpakket.
Op 7 april 2022 nam Crédit Agricole een minderheidsbelang van 9,2% in de Italiaanse Banco BPM.
In januari 2024 verwierf Crédit Agricole een aandelenbelang van 7% in Worldline.

## Belangrijkste deelnemingen
- Crédit Agricole Corporate and Investment Bank, investeringsbank.
- Crédit Agricole Assurances, verzekeringsbedrijf.
- Le Crédit Lyonnais (LCL), een bank voor particulieren en kleine ondernemers in Frankrijk.
- EUROFACTOR, Europese Factoringgroep (verworven in 2004).

AB Inbev ·
ABN AMRO ·
Accor ·
ADP ·
Adyen ·
AEGON ·
Ageas ·
Ahold Delhaize ·
AIB ·
Air Liquide ·
Airbus ·
Aker BP ·
AkzoNobel ·
ArcelorMittal ·
Argenx ·
ASMI ·
ASML ·
ASR Nederland ·
AXA ·
Banca Mediolanum ·
Banco BPM ·
Bank of Ireland ·
BioMérieux ·
BNP Paribas ·
Bouygues ·
Bureau Veritas ·
Capgemini ·
Carrefour ·
Crédit Agricole ·
Danone ·
Dassault Systèmes ·
DNB ·
DSM-Firmenich ·
EDP ·
Eiffage ·
Enel ·
ENGIE ·
Eni ·
Equinor ·
EssilorLuxottica ·
Eurofins Scientific ·
Euronext ·
Ferrari ·
FinecoBank ·
Galp Energia ·
Generali ·
Heineken ·
ING ·
Intesa Sanpaolo ·
INWIT ·
Ipsen ·
J. Martins ·
KBC ·
Kering ·
Kerry ·
Kingspan ·
Kongsberg Gruppen ·
KPN ·
Legrand ·
Leonardo ·
LVMH ·
Mediobanca ·
Michelin ·
Moncler ·
Mowi ·
NN Group ·
Norsk Hydro ·
Orange ·
Pernod Ricard ·
Philips ·
Poste Italiane ·
Prosus ·
Prysmian ·
Publicis ·
Recordati ·
Renault ·
Ryanair ·
Safran ·
Saint-Gobain ·
Sanofi ·
Schneider Electric ·
Shell ·
Snam ·
Société Générale ·
Sodexo ·
Stellantis ·
STMicroelectronics ·
Telenor ·
Tenaris ·
Terna ·
Thales ·
TotalEnergies ·
UCB ·
UMG ·
Unibail-Rodamco-Westfield ·
UniCredit ·
Unipol ·
Veolia Environnement ·
VINCI ·
Wolters Kluwer